# Åmot, Buskerud
Åmot är en ort i Modums kommun i Buskerud fylke i södra Norge. Orten ligger vid Bergenbanan (Randsfjordbanan) och Drammenselva, där riksväg 350 möter fylkesväg 287. Bebyggelsen utgör en del av den sammanväxta tätorten Åmot/Geithus.

## Bilder

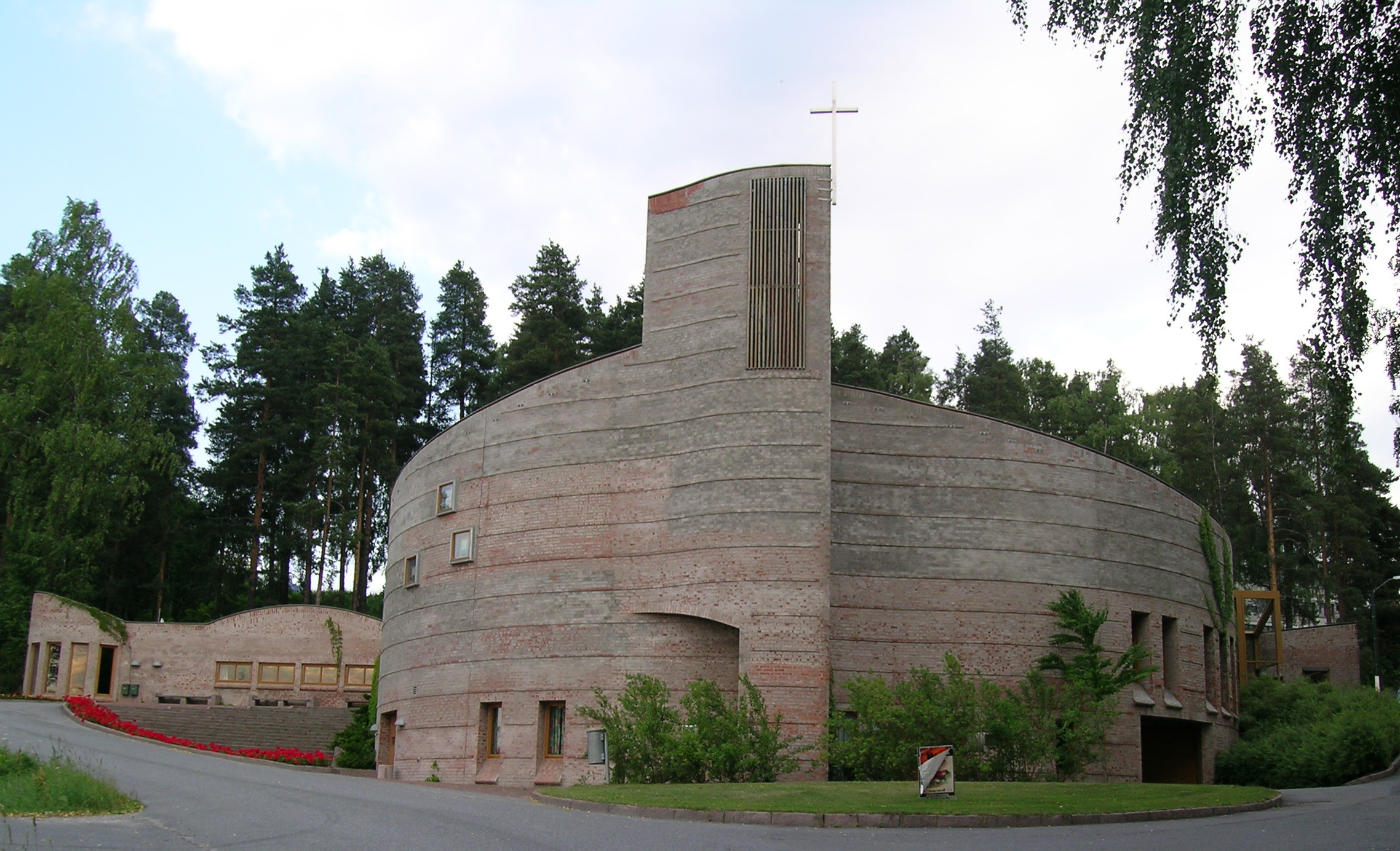
Åmots kyrka.
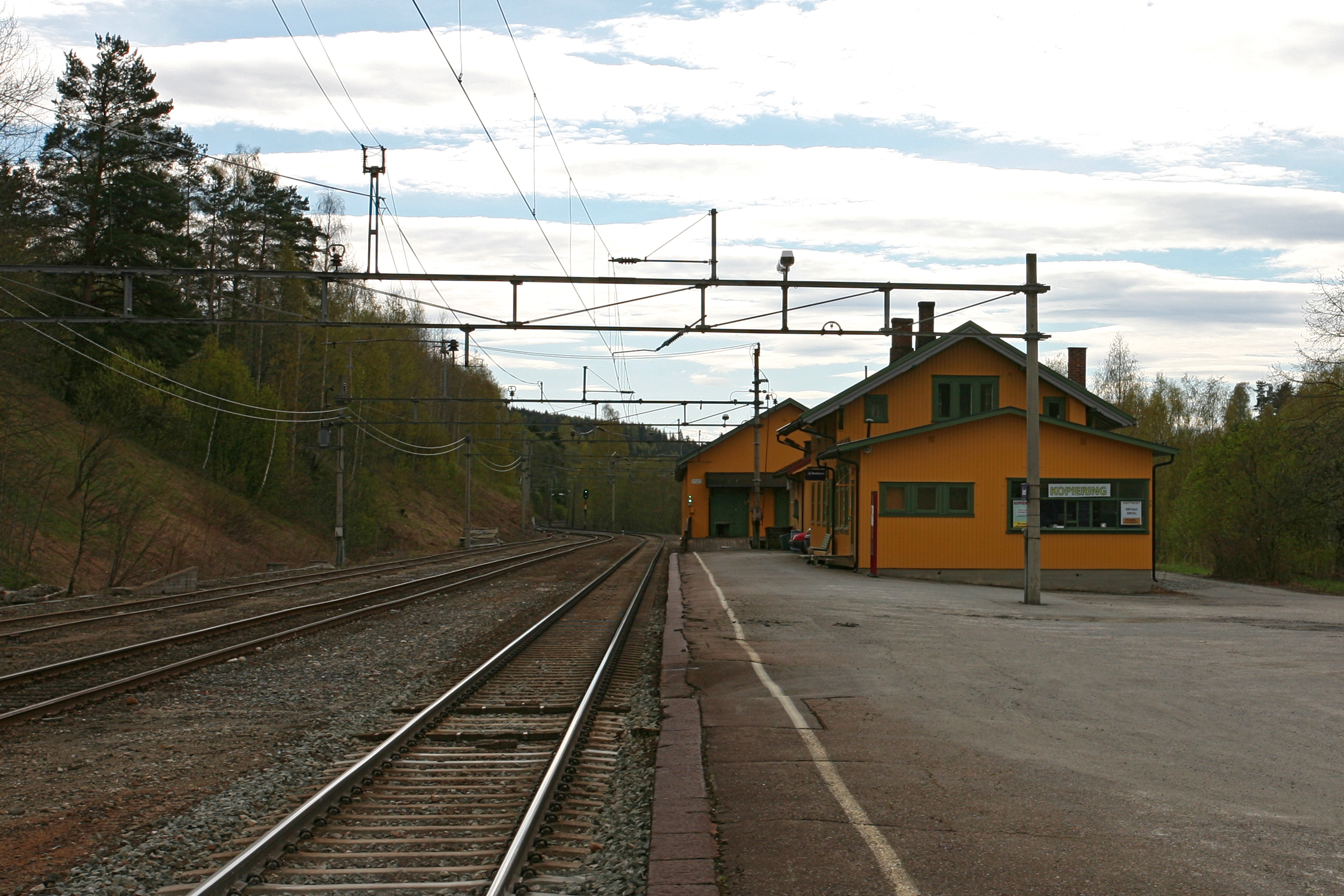
Åmots station.
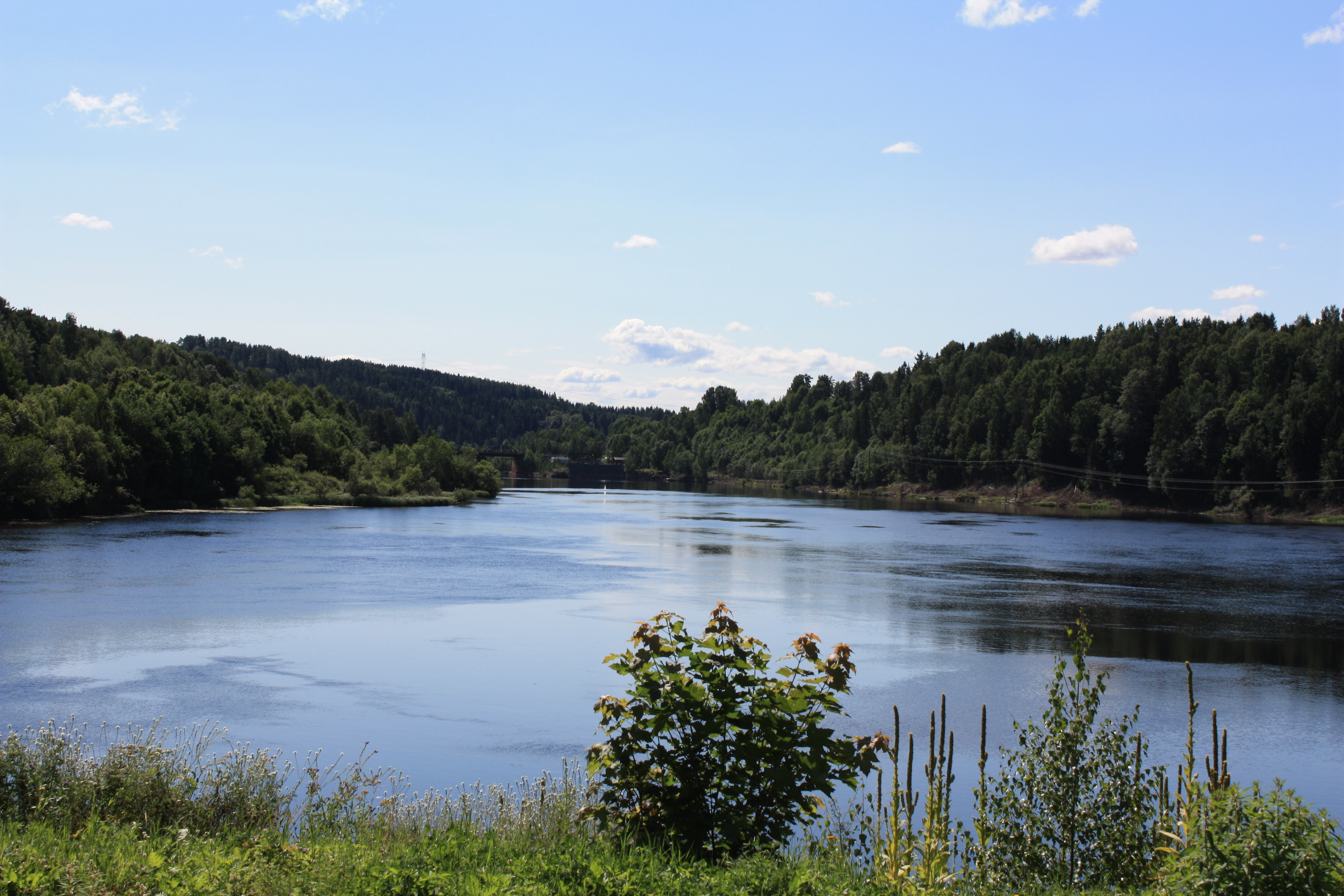
Drammenselva.
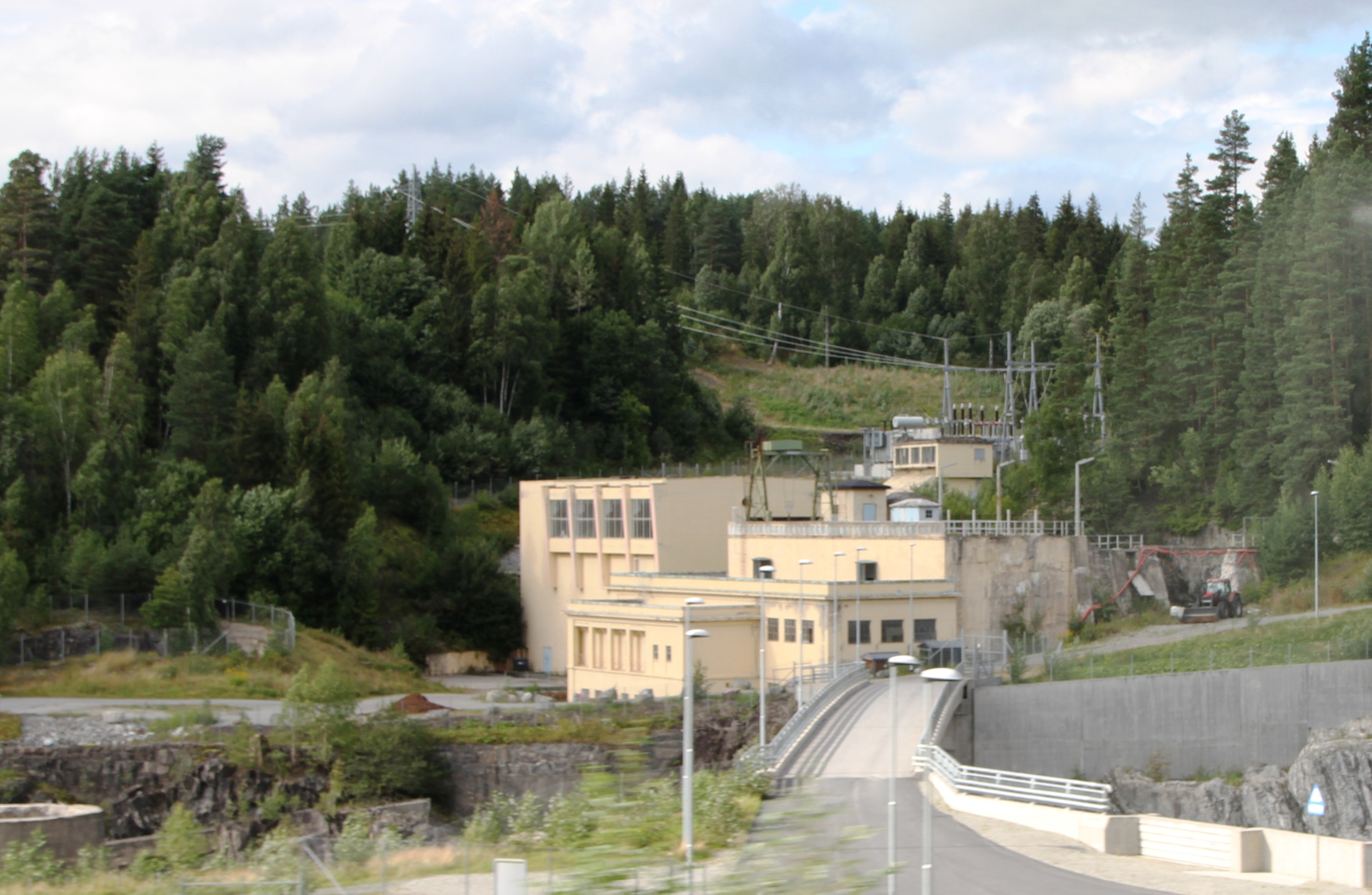
Embretsfoss kraftverk.